# Фридрих Карл фон Савини
Фридрих Карл фон Савини (на немски: Friedrich Carl von Savigny) е германски правист и историк, знаменит юрист, основател на историческата школа в правото.

## Биография
Роден е на 21 февруари 1779 година във Франкфурт на Майн, Прусия. Произхожда от благородническа фамилия от Лотарингия, която по времето на гоненията на протестантите през 1630 г. се преселва в Германия. Фамилията Савини идва от името на замъка в Мозел.
През 1795 г. Савини постъпва в Марбургския университет. Голямо влияние върху него оказва Антон Бауер, един от реформаторите на наказателното право в Германия, и Филип Фридрих Вайс, специалист по средновековно право. Продължава образованието си в още няколко университета, включително Лайпцигския, Гьотингенския и Йенския университет. През 1800 г. се връща в университета в Марбург, където заема длъжността приват-доцент, изнасяйки лекции по наказателно право и римско право.
През 1803 г. издава изследването си „Право на владение“ (на немски: „Das Recht де Besitzes“), което му носи слава в областта на юриспруденцията. На следващата година се жени за Кунигунде Брентано, сестра на писателката Бетина фон Арним и поета Клеменс Брентано.
През 1810 г. поема катедрата по римско право в новосъздадения Берлински университет. Заедно със Савини за преподаватели в университета са поканени и други известни учени от това време. Сред онези, с които Савини се сприятелява, са юристът Карл Фридрих Ейхорн и историкът Белтолд Георг Нибур. Междувременно Савини оглавява специална юрисдикция Spruch-Collegium, която разглежда случаи, отнесени до нея от съда. От 1812 г. е ректор на Берлинския университет.
През 1814 г. Савини издава своя труд „За призванието на нашата епоха в законодателството и юриспруденцията“ (на немски: „Vom Beruf unserer Zeit für Gesetzgebung und Rechtswissenschaft“), в което излага основните си възгледи за идеите на историческата школа в правото. От началото на 1815, съвместно с Ейхорн, започва издаването на „Журнал по историческа юриспруденция“ (на немски: Zeitschrift für geschichtliche Rechtswissenschaft), продължил да излиза още 35 години – до 1850 г. След тези си предприятия Савини издава първия том от капиталния си труд „История на римското право през средните векове“ (на немски: Geschichte des römischen Rechts im Mittelalter). Последният том от поредицата излиза малко преди 1830 г.
След прекарано тежко заболяване през 1822 г. Савини дълго време отсъства от работа, пътувайки надалеч. През 1840 г. излиза друг труд на знаменития юрист – многотомната „Система на съвременното римско право“ (на немски: System des heutigen römischen Rechts). През 1842 се оттегля от професорския пост, за да поеме специализирания орган, отделен от Министерството на правосъдието, за преглед на законодателството на Прусия, след като на престола застава крал Фридрих Вилхелм IV.
През 1853 г. излиза трудът му, посветен на облигационното право. През последните години от живота си се отдава както на правна, така и на държавническа дейност.
Умира на 25 октомври 1861 година в Берлин на 82-годишна възраст.

## Философия на правото
Наред с Густав фон Хуго Савини е сред най-видните представители на най-значимата правна школа – историческата.
Савини въвежда в историята на правото понятието „народен дух“ (на немски: Volksgeist), върху което изгражда фундаменталната си концепция за германското право. За него изграждането на правото с неговата система е вековен процес и всяка една правна реформа трябва да става постепенно. По тази причина, отхвърля теоретичните постановки и предложението на естественоправниците за кодификация на германското гражданско право по примера на Code de Civil (становището си изразява в отговор на предложението на Антоан Тибо през 1814 със „За призванието на нашата епоха в законодателството и юриспруденцията“).
Савини е изследовател на римското право в неговото развитие и трансформация през средновековието посредством дейността на гласаторите. Според него германското право е възприело много от институтите на римското право, а реципирането на римското право е изиграло важна роля в изграждането на германския „народен дух“. В зависимост от отношението към реципирането на римското право в историческата школа се оформят две тенденции – на романистите, поддръжници на Савини, и на германистите, отричащи влиянието на римското право върху изграждането на „народния дух“.